# Radar Scope
Radar Scope (яп. レーダースコープ) — аркадная игра в жанре фиксированного шутера 1980 года, разработанная японской компанией Nintendo R&D2 и изданная самим Nintendo. Игрок берёт на себя роль пилота космического корабля Sonic Spaceport и должен уничтожить формирования вражеской расы, известной как Gamma Raiders, прежде чем они разрушат космическую станцию.
Выход игры состоялся в декабре 1980 года для японского рынка. Игровой процесс схож с другими играми — Space Invaders и Galaxian, но игровое поле повёрнуто на фиксированный угол, поэтому игрок видит его в перспективе. Radar Scope потерпела коммерческую неудачу и поставила на грань финансового кризиса Nintendo of America, дочернюю компанию Nintendo. Её президент Минору Аракава был вынужден упрашивать своего тестя, президента Nintendo Хироси Ямаути, прислать ему новую игру, которую можно было бы установить в тысячи нераспроданных игровых автоматов Radar Scope. Это привело к созданию Donkey Kong. Radar Scope — один из первых игровых проектов геймдизайнера Сигэру Миямото и композитора Хирокадзу Танаки.

## Игровой процесс

Игровой процесс Radar Scope. Сверху игроку показывается счётчик очков, а снизу — очки здоровья корабля

Radar Scope — это игра в жанре фиксированного шутера. Игрок получает управление космическим кораблём под названием Sonic Spaceport. Игровая задача заключается в уничтожении гамма-рейдеров — врагов главного героя — на протяжении всех уровней, уворачиваясь при этом от столкновения с ними или с их снарядами. На каждом этапе 48 гамма-налетчиков выстраиваются в строй, из которого отрываются и устремляются в сторону корабля игрока. Некоторые просто надвигаются и стреляют, а другие пытаются врезаться в космическую станцию. Sonic Spaceport имеет в нижней части экрана счётчик здоровья. Он начинает иссякать каждый раз, когда корабль игрока сталкивается с гамма-налётчиком или его снарядом.

## Разработка и выпуск
В конце 1970-х годов японская компания Nintendo переключила своё внимание с игрушек и игральных карт на рынок игровых автоматов. Этому предшествовал нефтяной кризис 1973 года, который привёл к повышению стоимости производства игрушек, а также повсеместный успех Space Invaders от Taito в 1978 году. Nintendo экспериментировала с электромеханическими аркадными играми, такими как Wild Gunman и Laser Clay Shooting System, а затем и с аркадными видеоиграми, такими как EVR-Race, Sheriff, Space Fever и линейкой специализированных домашних консолей Color TV Game. Radar Scope была разработана Nintendo Research & Development 2. Масаюки Уэмура руководил разработкой игры, а Хирокадзу Танака программировал звук и сочинял музыку. Игра стала одним из первых проектов Сигэру Миямото, который работал над созданием графики, однако его роль в разработке довольно часто подвергается сомнению: одни утверждают, что он создал экранную графику, а другие говорят, что Миямото лишь оформил дизайн игрового автомата. В книге Дэвида Шеффа Game Over утверждается, что после окончания разработки Миямото счёл игру «упрощённой и банальной».

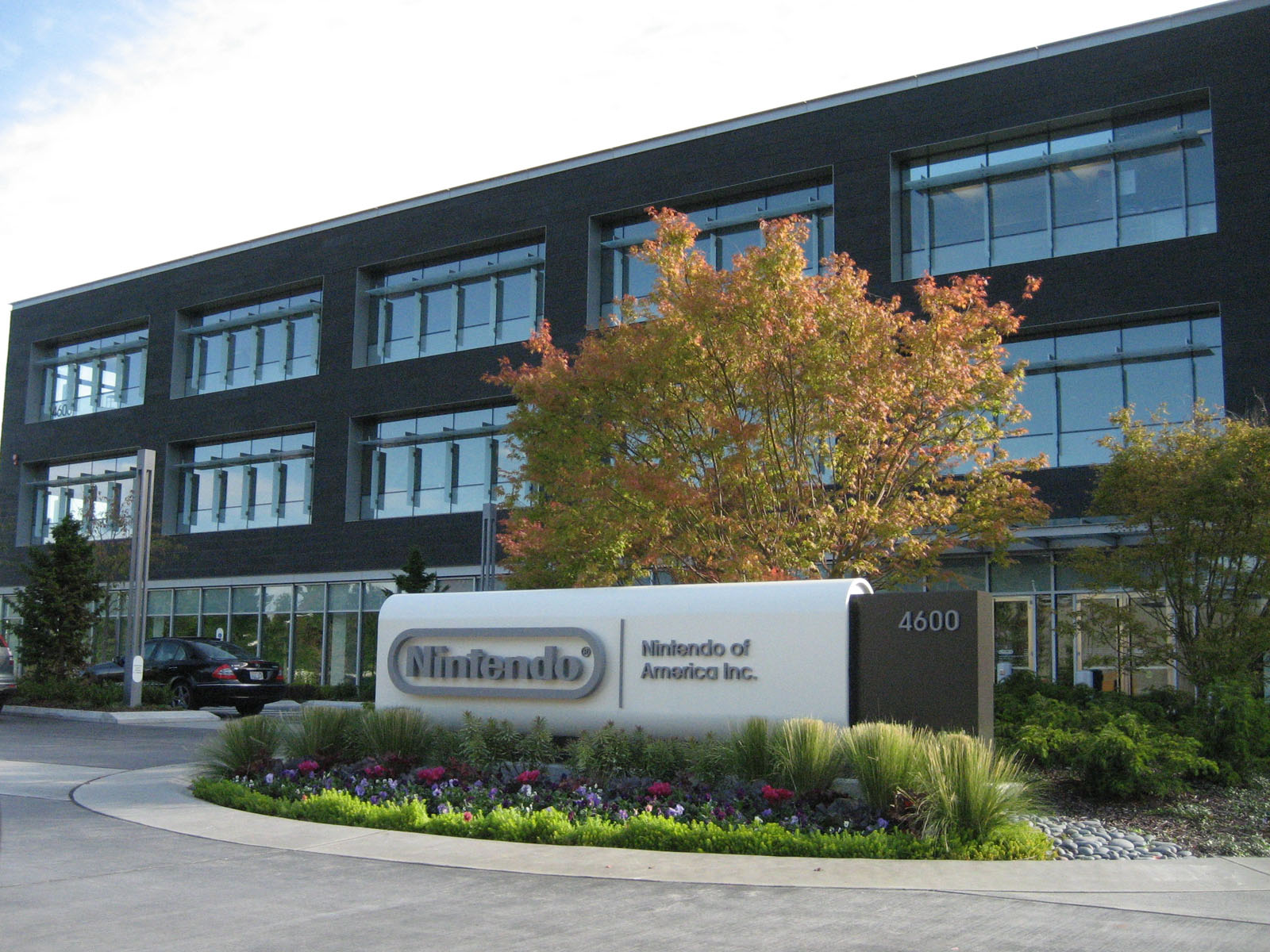
Nintendo of America в наши дни

Radar Scope была выпущена в Японии в декабре 1980 года. Было выпущено четыре типа аркадных автоматов: стандартный вертикальный, мини-версия, настольная версия и автомат с кабиной. В том же году Минору Аракава основал дочернюю компанию Nintendo of America в Нью-Йорке. Основываясь на первых удачных тестах новых игровых автоматов в Сиэтле, он потратил большую часть скромного корпоративного бюджета компании на заказ 3000 единиц Radar Scope у Nintendo. Доставка устройств заняла четыре месяца. Однако к этому времени стало очевидно, что игра не пользуется интересом у игроков. В общей сложности было продано около 1000 автоматов, а остальные 2000 остались на складе Nintendo. Эта дорогостоящая неудача привела Nintendo of America к финансовому кризису.
Когда Nintendo of America оказалась в беде, Аракава переместил компанию в район Сиэтла, чтобы сократить время доставки, и попросил своего тестя и генерального директора Nintendo Хироси Ямаути разработать новую игру, которую можно было бы установить в непроданные автоматы Radar Scope. Ямаути опросил весь кадровый резерв компании на предмет свежих идей для нового игрового дизайна, которые могли бы удовлетворить потребности Nintendo of America. Результатом стал дебют Сигэру Миямото в качестве ведущего дизайнера игр и его проект Donkey Kong, в которой, по сюжету, Марио должен был спасти принцессу. Игра была выпущена в 1981 году. Наборы для переоборудования Donkey Kong, состоявшие из микросхем ПЗУ и внешних декоративных панелей, были доставлены в Nintendo of America и установлены на оставшиеся на складе устройства с Radar Scope. Этим занялась небольшая команда, включая Аракаву и его жену.

## Отзывы и наследие
| Иноязычные издания | Иноязычные издания |
| Издание            | Оценка             |
| ------------------ | ------------------ |
| AllGame            | [ 20 ]             |

Спасение непроданных автоматов Radar Scope — путём создания Donkey Kong и Mario — обеспечило компании её первый международный успех и, как следствие, непредвиденную прибыль в размере 280 миллионов долларов. Это спасло Nintendo of America от финансового кризиса, сделало Nintendo известным брендом в Америке и помогло профинансировать запуск Nintendo Entertainment System.
В ретроспективном обзоре 1998 года Эрл Грин из Allgame сказал, что трёхмерная перспектива — уникальная идея для того времени, и что Radar Scope создала тренд бесчисленных игр в стиле Space Invaders. Писателю Shacknews Грегу Бурке понравились красочные визуальные эффекты и интересный игровой процесс, которые отличают его от таких игр, как Galaxian и Space Invaders. 1UP.com раскритиковали отсутствие «плотного дизайна», как в Galaxian, и его ревущие и раздражающие звуковые эффекты. Они отметили, что вид от третьего лица — уникальное нововведение, которое спустя годы имитировали такие игры, как Juno First от Konami и Beamrider от Activision. В 2014 году Джереми Пэриш из USGamer сказал, что Radar Scope была лучшей среди клонов Space Invaders. По его словам, хоть игра и имела ряд заимствований, она являлась весьма уникальным продуктом в своём жанре и, в отличие от Galaxian, у игры присутствовал эффект перспективы.